# Styrol-Divinylbenzol-Copolymer
Styrol-Divinylbenzol-Copolymere (vernetztes Polystyrol, Kurzzeichen PS-X, CAS-Nummer 9003-70-7) erhält man, wenn Styrol mit Divinylbenzol (DVB) zusammen polymerisiert wird. Dabei bildet das DVB Brücken zwischen den Polystyrol-Makromolekülen und bewirkt so eine dauerhafte Formstabilität. Diese Brückenbildung wird auch Vernetzung genannt.
Je nach Zusatzmenge an DVB sind unterschiedliche Produkteigenschaften einstellbar. Die DVB-Copolymere bilden die Matrix für Ionenaustauscher-Polymere, die durch Modifizierung der Polymerketten basische oder saure Eigenschaften haben können.

## Darstellung
Die Darstellung erfolgt durch radikalische Polymerisation von Styrol und Divinylbenzol. Durch letzteres erfolgt die Vernetzung, da es zwei reaktive Vinylgruppen besitzt.

## Verwendung
Durch Sulfonierung von Polystyrol-Divinylbenzol-Copolymer erhält man Poly(styrol-co-divinylbenzol)sulfonsäuren, die als Kationenaustauscher wirken.
Durch  Chlormethylierung von Polystyrol-Divinylbenzol-Copolymer und anschließende Substitution mit quartären Ammoniumgruppen erhält man basische Ionenaustauscher, die als Anionenaustauscher wirken.